# Sheldon Lettich
Sheldon Lettich est cinéaste, réalisateur, producteur et scénariste américain, né le 14 janvier 1951 à New York.

## Biographie
Il se fait connaître en 1988 avec le film Rambo 3, porté par Sylvester Stallone. il réalise d'autres succès comme Double Impact, Bloodsport (en tant que scénariste), Full Contact avec Jean-Claude Van Damme.

## Filmographie
- 1987 : Bloodsport (scénariste) avec Jean-Claude Van Damme
- 1988 : Rambo 3 (scénariste) avec  Sylvester Stallone
- 1990 : Full Contact (réalisateur, producteur et scénariste) avec  Jean-Claude Van Damme
- 1991 : Double Impact (réalisateur, producteur et scénariste) avec  Jean-Claude Van Damme
- 1993 : Streetfighter, la rage de vaincre (réalisateur, producteur et scénariste) avec  Mark Dacascos
- 1998 : Légionnaire (scénariste, producteur) avec  Jean-Claude Van Damme
- 2000 : The Last Patrol (réalisateur) avec Dolph Lundgren
- 2001 : The Order (réalisateur) avec Jean-Claude Van Damme
- 2006 : The Hard Corps (réalisateur et producteur) avec Jean-Claude Van Damme
- 2015 : Max de Boaz Yakin (scénariste)
- 2017 : Max 2 de Brian Levant (scénariste)